# 小松沢観音
小松沢観音（こまつざわかんのん）は、山形県村山市にある真言宗智山派の寺院。最上三十三観音霊場の第二十番である。

## 歴史
天平9年（737年）、行基菩薩が布教のために小松沢を訪れた際に阿弥陀如来、薬師如来、観世音菩薩の3体の仏像を彫り込み、安置したのが始まりとされる。当初は山麓の巌上に建てられていたことから巌上三所権現と称され、厳上寺が別当寺院であった。寛文年間と享和2年（1717年）3月の火災で堂宇が焼失したが、享和2年（1802年）8月20日に勝党法師が現在地に観音堂を再建し再興されている。最上三十三観音霊場の中では最も里から離れている
江戸時代から大正時代にかけて多くの絵馬が奉納されており、76枚の「小松沢観音の絵馬」は2012年に村山市指定有形文化財に指定されている。

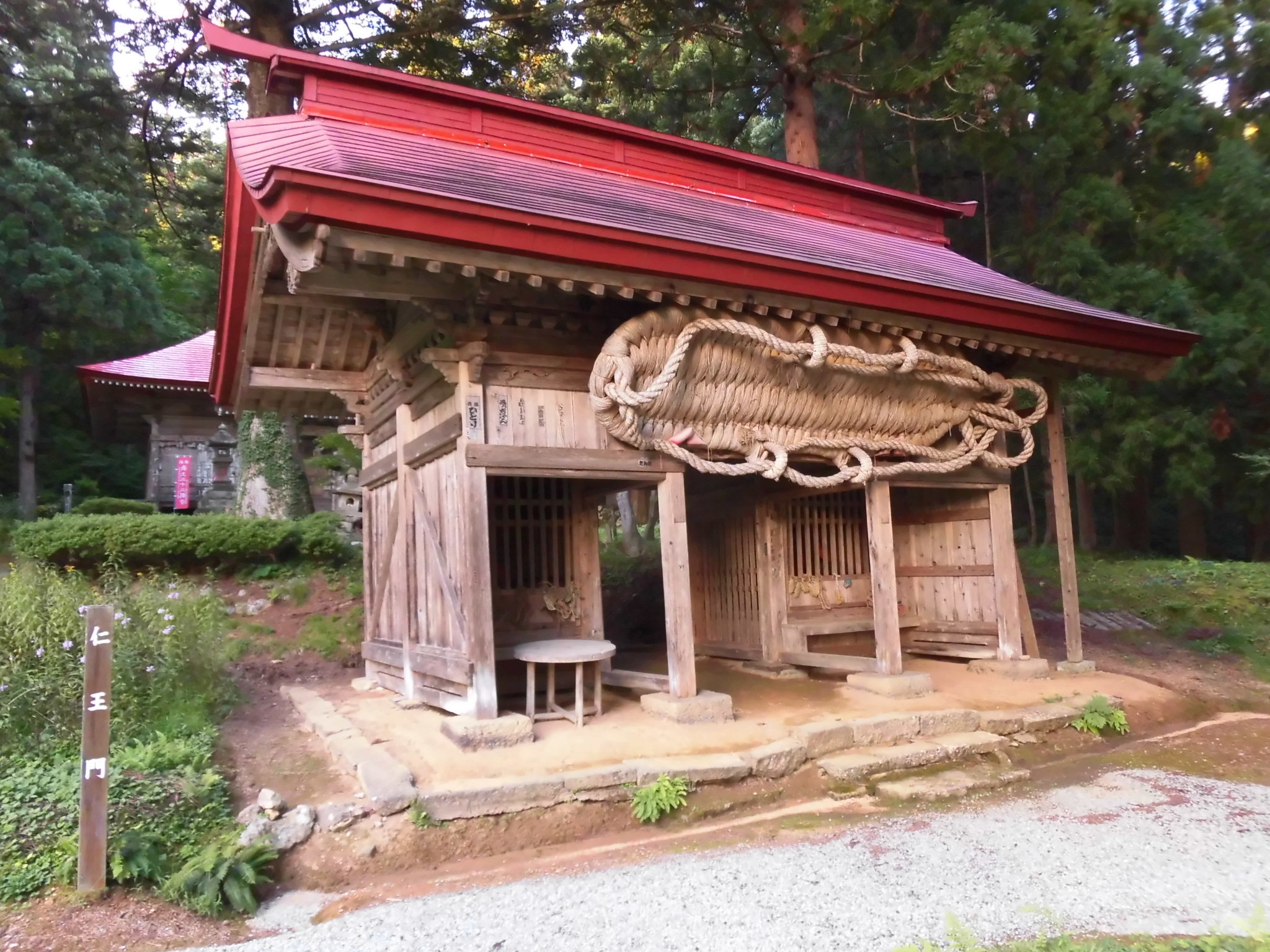
仁王門と大わらじ

小松沢観音堂前にある仁王門には、重さ400kg、長さ4.5m、幅1.3mの大わらじがある。

## 文化財

### 文化財（市指定）
- 小松沢観音の絵馬

## アクセス
- 公共交通機関
  - JR村山駅より徒歩約40分[5]。
- 車
  - 山形自動車道東根ICより約20分[5]。

## 前後の札所
最上三十三観音霊場
19 黒鳥観音　--　20 小松沢観音　--　21 五十沢観音